# Julio Ernesto Vila
Julio Ernesto Vila (Villa Dolores, Córdoba, 18 de junio de 1938 - Buenos Aires, 28 de abril de 2013) fue un periodista y comentarista deportivo argentino.

## Biografía
Nacido en la provincia de Córdoba, hincha de Racing de Avellaneda, se mudó en 1945 a la ciudad porteña luego del fallecimiento de su madre. Fue el fruto de un matrimonio compuesto por un farmacéutico y una directora de escuela. Su padre lo inscribió en el Círculo de Periodistas Deportivos cuando tenía tan solo tres años.
Su casa fue visitada por recordadas figuras del boxeo argentino como Oscar Bonavena, Horacio Accavallo y José María Gatica.
En la época dorada del boxeo, se peleó con Tito Lectoure y estuvo prohibido en el Luna Park.

## Trayectoria
En la década de 1940 trabajó en las revistas Nocaut, KO Mundial, Codex Deportiva, El Gráfico. Y en todas las emisoras de radio de la ciudad entre 1960 y 1995.
- En televisión trabajó tanto como comentarista como humorista en diferentes programas:
- 1987-1988: Supermingo de Canal 11, junto a Juan Carlos Altavista, Roberto González Rivero, Alberto Muney, Ana Clara Altavista, Vicente Rubino, Marcos Zucker, Silvia Peyrou y Esteban Giménez.
- 1993-2007: Boxeo de Primera de VCC (Canal 14), Cablevisión (Canal 15), Multicanal (Canal 18) y TyC Sports, desde 1993 hasta el 2007,  como comentarista junto al relator Osvaldo Príncipi ( a quien conoció desde 1972).
- 1996-1997: 20 campeones y una leyenda, una colección de fascículos semanales.
- También hizo periodismo en Canal 9 y Telefé en distintos períodos.

Vinculado al periodismo desde 1958 participó del análisis de miles de combates realizados en distintos estadios del mundo.
```
En el año 2003  protagonizó junto a Osvaldo Príncipi y Oscar Himschoot "Historia de dos pasiones: tango y box” bajo producción del escritor y gestor cultural balcarceño José Valle, en la tradicional Esquina Homero Manzi del porteñisimo barrio de Boedo.
```

Fue un gran clasificador del Consejo Mundial durante 37 años.

## Muerte
Falleció el domingo 28 de abril de 2013 a las 17:10 por la tarde víctima de Alzheimer. Sus restos fueron cremados. Tenía 74 años.